# De Meele
De Meele is een in het noordwestelijk deel van Nieuwleusen gelegen buurtschap in de driehoek Zwolle, Nieuwleusen, Staphorst. De Meele behoort tot de gemeente Dalfsen, provincie Overijssel (Nederland).
Het is een langgerekte streek (gelegen aan de gelijknamige weg De Meele) die min of meer parallel loopt aan de N377. Het begint in het westen nabij de snelweg A28 en eindigt in de buurtschap Den Hulst in Nieuwleusen.
In de streek (in de volksmond 'aan De Meele') staan nog een aantal authentieke boerderijen, een klein, inmiddels tot woonhuis verbouwd, dorpsschooltje, een kerkgebouw (Hersteld Hervormde Rehobothkerk), en een aantal bedrijven. De streek wordt doorkruist door de spoorlijn Zwolle-Meppel.
Tegenwoordig is De Meele tevens de naam van het in de streek gelegen industrieterrein, waarvan de uitbreiding steeds verder oprukt richting A28 en De Lichtmis. De bewoners van de streek verzetten zich tegen dit oprukkende industrieterrein omdat het landelijke karakter van de streek hierdoor verstoord dreigt te worden.